# Ricardo Frederico Rodrigues Antunes
Ricardo Frederico Rodrigues Antunes (født 1. januar 1974) er en tidligere brasiliansk fodboldspiller.
Han har spillet for flere forskellige klubber i sin karriere, herunder Kawasaki Frontale.